# العد التنازلي النهائي
ذا فاينال كاونتاون أو العد التنازلي النهائي (بالإنجليزية: The Final Countdown)‏ ، هي ثالث ألبوم غنائي أنتجه شباب الروك السويدية والتي تغني باللغة الإنجليزية ، وهي الأكثر شهرة في أوروبا والعالم.

## وصلات خارجية
- ذا فاينال كاونتاون على موقع أول موفي (الإنجليزية)

1. ↑   https://www.chosic.com/music-genre-finder/?track=3MrRksHupTVEQ7YbA0FsZK. {{استشهاد ويب}}: |url= بحاجة لعنوان (مساعدة) والوسيط |title= غير موجود أو فارغ (من ويكي بيانات) (مساعدة)
2. ↑  Europe (4 أكتوبر 2006). The Final Countdown Tour 1986: Live in Sweden - 20th Anniversary Edition (DVD). Warner Bros. Entertainment. {{استشهاد بوسائط مرئية ومسموعة}}: الوسيط |accessdate بحاجة لـ |مسار= (مساعدة)